# Caius Minicius Italus
Caius Minicius Italus est un haut chevalier romain, préfet de l'annone puis préfet d'Égypte entre 100 et 103 sous Trajan.

## Biographie
Il est originaire d'Aquilée, dans la regio X Venetia et Histria, une région administrative septentrionale de l'Italie. Sa carrière nous est connue grâce à deux inscriptions.
Il est préfet consécutivement de trois cohortes de la cavalerie des troupes auxiliaires, les V Gallorum, I Breucorum et II Varcianorum. Chaque cohorte porte un numéro et un nom de peuple. Il est ensuite tribun militaire dans la legio VI Victrix, puis préfet d'une aile de cavalerie, des equites Singulares. C'est la garde privée de l'empereur, qui apparait sous Vespasien, ce qui permet de dater cette carrière militaire de ce règne. Il est d'ailleurs récompensé de ses services par Vespasien d'une corona aurea hasta pura.
Il commence sa carrière civile en étant procurateur de la province de l’Hellespont, c'est-à-dire dans le Pont-Bithynie. Sous Domitien, il assure ensuite l'intérim dans la province d'Asie, en tant que procurateur, entre le mandat de deux proconsuls, vraisemblablement en 88. Il remplace un proconsul soit décédé soit disgracié par Domitien, et occupe le poste en attente de la nomination et de l'arrivée du nouveau proconsul. Il pourrait s'agir ici de remplacer Sextus Vettulenus Cérialis qui aurait été éliminé par Domitien.
Ensuite, il est procurateur ducénaire dans les provinces de Gaule lyonnaise et aquitaine, du district de Lectoure. Il a probablement pour mission d'organiser la gestion des biens impériaux dans ce territoire.

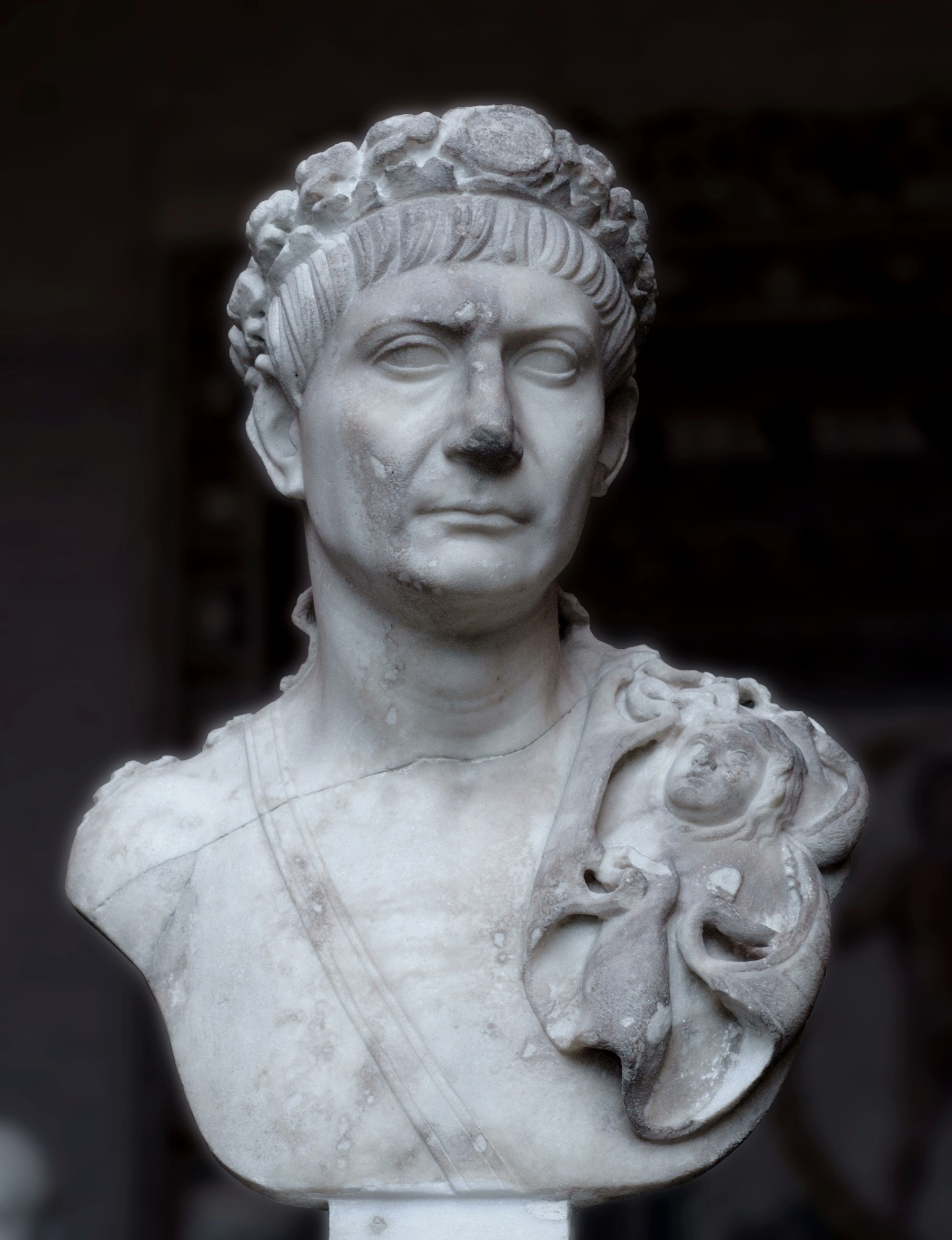
L'empereur Trajan (98 à 117).

Minicius Italus occupe après cela deux postes prestigieux : la préfecture de l'annone, puis celle d'Égypte entre 100 et 103, sous Trajan. À la préfecture d'Égypte, il succède à Caius Pompeius Planta et précède Caius Vibius Maximus. Une telle carrière se conclut habituellement par la préfecture du prétoire, mais on ne connaît aucun nom de préfet autre qui occupe ce poste entre les guerres daciques de Trajan et ses campagnes en Orient contre les Parthes.
À Aquilée, sa ville natale, il est membre du collège des quattuorvir iure dicundo (les quatre chargés de l'administration judiciaire) et flamine du divin Claude. Il est probablement patron de la ville, dans laquelle il s'investit, et on l'y honore d'une statue de bronze vers l'an 105.